# Phacomorphus etchecoparti
Phacomorphus etchecoparti es una especie de escarabajo del género Phacomorphus, familia Leiodidae. Fue descrita por Xavier Bellés y Deliot en 1983.

## Distribución
Se encuentra en Francia.